# Harinxmalandpark
Het Harinxmalandpark is een stadspark in de wijk Harinxmaland van de stad Sneek.
In het park bevinden zich zogenaamde cultuurhistorische velden. Tijdens de aanleg van de wijk werden resten gevonden van de Harinxma State, woonhuis van het welgestelde Sneker geslacht Harinxma. Verder zijn sporen gevonden uit de Steentijd, IJzertijd en de Romeinse tijd. De vindplaatsen zijn niet bebouwd, maar maken deel uit van het park en dus van de openbare ruimte. 